# Comunicaciones unificadas
El término Comunicaciones unificadas es utilizado comúnmente por los proveedores de tecnologías de la información para designar la integración de "los servicios de telefonía, mensajería unificada (la misma bandeja de entrada para correo electrónico, correo de voz y fax), mensajería instantánea corporativa, conferencias web y estado de disponibilidad del usuario en una sola e innovadora experiencia para los colaboradores y para el personal que administra y da mantenimiento a la infraestructura".

## Antecedentes
"Durante la presente década, las compañías empezaron a crear todo tipo de redes en sus organizaciones sin pensar en las consecuencias. Actualmente, estas redes de comunicación implican unos costes de mantenimiento que suponen el 70 por ciento de los presupuestos de redes, dejando un 30 por ciento para la innovación."

## Actualidad
En el mundo corporativo, en que el volumen de informaciones es creciente y diversificado, se torna cada vez más necesario abastecer velocidad, control y seguridad sobre las informaciones de negocio. En ese contexto, las soluciones de comunicación unificada surgen como alternativa ideal para aquellas empresas que desean agilizar su proceso de gestión de datos, porque proporcionan la integración de las más utilizadas fuentes de información como los mensajes de voz, fax y correo electrónico.
"Aunque existe un consenso generalizado sobre la importancia del mercado de las comunicaciones unificadas, los analistas difieren en cuanto a qué compañía es la mejor posicionada para capturar la mayor participación."
La consultora Gartner considera que “el principal (…) valor de las Comunicaciones Unificadas es la capacidad de reducir la ‘latencia humana’ en los procesos de negocio”.

## Oferta
Las tecnologías de Comunicaciones unificadas licenciadas que existen son Siemens Enterprise Communications, Intech, Denwa, Aastra,   Radvision,  Alcatel-Lucent, Avaya, Polycom, Cisco, Panasonic, Microsoft, Intelligent Network Technologies, NexosIP, Nortel, Shoretel REDCOM , Plantronics, Huawei y Sangoma.